# 미카 뉴턴
미카 뉴턴(우크라이나어: Мiка Ньютон 미카 뉴톤[*], 영어: Mika Newton, 본명: 옥사나 스테파니우나 흐리차이(우크라이나어: Оксана Стефанівна Грицай), 1986년 3월 5일 ~ )는 우크라이나의 가수이다. 유로비전 송 콘테스트 2011에서 우크라이나 대표로 참가했다.